# Haima
Haima (ou Hayma) arabe : هيماء (Haymā’) est une ville du Sultanat d'Oman située en plein centre de la région Al Wusta, dont elle est la capitale.

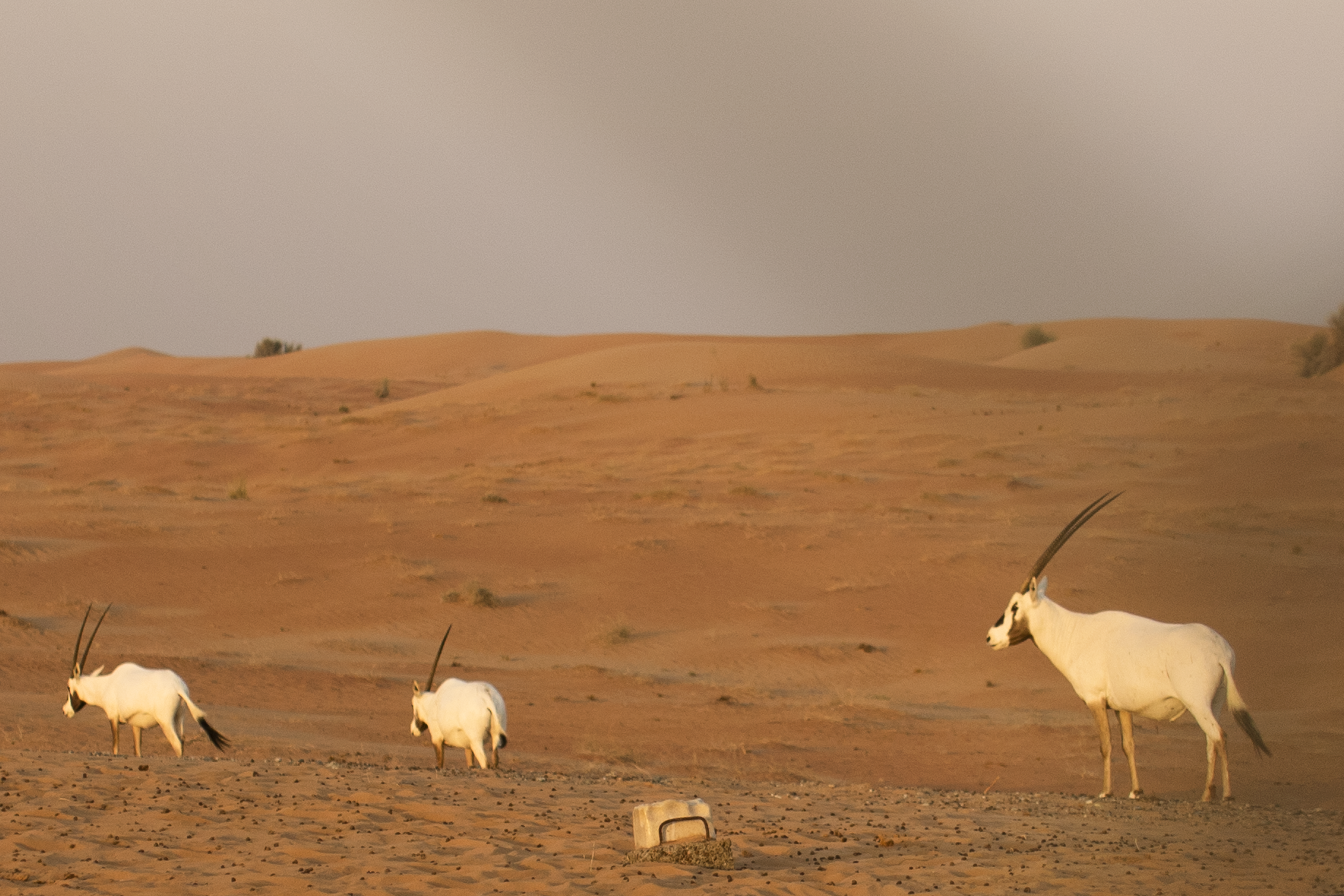
Réserve d'Oryx d'Arabie

## Histoire
La colonisation a commencé après qu'une équipe d'explorateurs pétroliers y ait creusé un puits d'eau. Ce puits, ainsi qu'un autre creusé à al-Ajaiz, sont devenus les premières sources d'eau permanentes de Jiddat il-Harasiis. Le puits de Haima était moins utilisé que celui d'al-Ajaiz en raison de la pauvreté des pâturages qui l'entouraient.
En 1982, une école pour garçons et puis une école pour filles ont été ouvertes à Haima. Les familles de la tribu des Harasiis s'installent de plus en plus à cet endroit pendant la période scolaire.
.